# Championnat de La Réunion de football 2001
Navigation
Édition précédente Édition suivante
Le Championnat de La Réunion de football 2001 était la 51e édition de la compétition qui fut remportée par la SS Saint-Louisienne.

## Classement
| Rang | Équipe                  | Pts | J  | G  | N  | P  | Bp | Bc | Diff |
| ---- | ----------------------- | --- | -- | -- | -- | -- | -- | -- | ---- |
| 1    | SS Saint-Louisienne     | 81  | 26 | 16 | 7  | 3  | 41 | 16 | +25  |
| 2    | JS Saint-Pierroise      | 81  | 26 | 18 | 1  | 7  | 54 | 29 | +25  |
| 3    | US Stade Tamponnaise    | 75  | 26 | 13 | 10 | 3  | 55 | 22 | +33  |
| 4    | AS Marsouins (T)        | 75  | 26 | 15 | 4  | 7  | 50 | 27 | +23  |
| 5    | SS Jeanne d'Arc (C)     | 72  | 26 | 14 | 4  | 8  | 38 | 26 | +12  |
| 6    | SS Excelsior            | 64  | 26 | 10 | 8  | 8  | 35 | 27 | +8   |
| 7    | SS Dynamo               | 62  | 26 | 9  | 9  | 8  | 35 | 35 | 0    |
| 8    | SS Capricorne           | 56  | 26 | 8  | 6  | 12 | 33 | 47 | -14  |
| 9    | US Possession           | 53  | 26 | 7  | 6  | 13 | 26 | 38 | -12  |
| 10   | AS Chaudron             | 53  | 26 | 6  | 9  | 11 | 23 | 38 | -15  |
| 11   | FC Avirons (P)          | 52  | 26 | 5  | 11 | 10 | 39 | 48 | -9   |
| 12   | RS Sainte-Suzanne (P)   | 49  | 26 | 7  | 2  | 17 | 33 | 57 | -24  |
| 13   | SS Sainte-Rosienne      | 48  | 26 | 6  | 4  | 16 | 38 | 68 | -30  |
| 14   | US Saint-André Léopards | 44  | 26 | 3  | 9  | 14 | 22 | 44 | -22  |

|  | Champion de La Réunion et qualification pour la Ligue des Champions de la CAF 2002 |
|  | Qualification pour la Coupe de la CAF 2002                                         |
|  | Relégation en 2e division                                                          |